# Distretto di Huancarani
Il distretto di Huancarani è uno dei sei distretti della  provincia di Paucartambo, in Perù. Si trova nella regione di Cusco.